# Un corpo e un'anima/Sempre tu
Un corpo e un'anima/Sempre tu è il quinto singolo di Wess & Dori Ghezzi – il terzo su ambo i lati –, pubblicato nel 1974 dalla Durium (catalogo CN A 9338), che anticipa l'album Un corpo e un'anima (1975). 

## I brani

### Un corpo e un'anima
Un corpo e un'anima è il brano presente sul lato A del disco. Il testo è scritto da Luigi Albertelli e Lubiak, la musica è composta da Damiano Dattoli e Umberto Tozzi. Il brano, accompagnato da archi e fiati e incentrato sulle tematiche della gelosia, fu presentato a Canzonissima – dove vinse il girone di musica leggera –, diventando tra l'altro il successo più famoso del duo.
Parecchi anni più tardi, tornò alla ribalta grazie a nuove pubblicazioni o trasmissioni: nel 2013 la Edizioni Master ne ha pubblicato la ristampa con il settimo numero della raccolta L'enciclopedia de I migliori anni abbinata all'omonima trasmissione. Una parodia della canzone è stata riproposta nel programma Tale e quale show - Duetti.
Nel cinema
Il brano è stato inserito anche nella colonna sonora del film Il 7 e l'8 (2007), diretto da Giambattista Avellino, Salvatore Ficarra e Valentino Picone.

### Sempre tu
Sempre tu è la canzone pubblicata sul lato B del disco. Il testo è scritto da Lubiak e Cristiano Malgioglio, mentre la musica è composta da Italo Ianne.

## Tracce
Edizioni musicali Ricordi e Durium.
1. Un corpo e un'anima (Canzonissima 1974) – 3:44
2. Sempre tu – 3:17